# Petrus Boumal
Petrus Boumal Mayega (Yaundé, 20 de abril de 1993), también conocido como Petrus Boumal, es un futbolista camerunés que juega de centrocampista en el Al Urooba Club de la UAE Pro League. Es internacional con la selección de fútbol de Camerún.

## Carrera deportiva
Boumal comenzó su carrera en las categorías inferiores del FC Sochaux, llegando a jugar con el primer equipo, pero destacando sobre todo en el Sochaux B, equipo en el que jugó 68 partidos y marcó 3 goles.

### Marcha a Bulgaria
Tras el descenso del Sochaux ficha por el PFC Litex Lovech el 2 de julio de 2014. Su buen hacer en sus dos temporadas con el Litex, en las que jugó 41 partidos y marcó 1 gol, le llevó a fichar por el PFC CSKA Sofia. En el CSKA Sofia jugó 22 partidos y marcó 2 goles en su primera temporada, unos números muy buenos, y que le hicieron dejar el club, y Bulgaria en esa temporada.

### FC Ural
Después de lo que había demostrado en los clubes búlgaros fue fichado por el F. C. Ural en verano de 2017. Tras realizar en Rusia una buena temporada su nombre fue relacionado con el Villarreal Club de Fútbol y el Everton Football Club, para que llegase a uno de los clubes en verano de 2018. En agosto de 2020 abandonó el club tras finalizar su contrato.

## Clubes
| Club                      | País                   | Año       |
| ------------------------- | ---------------------- | --------- |
| F. C. Sochaux-Montbéliard | Francia                | 2010-2014 |
| P. F. C. Litex Lovech     | Bulgaria               | 2014-2016 |
| P. F. C. CSKA Sofía       | Bulgaria               | 2016-2017 |
| F. C. Ural                | Rusia                  | 2017-2020 |
| BB Erzurumspor            | Turquía                | 2020-2021 |
| F. C. Nizhni Nóvgorod     | Rusia                  | 2021-2022 |
| Újpest F. C.              | Hungría                | 2022-2023 |
| Al Bataeh Club            | Emiratos Árabes Unidos | 2023-2024 |
| Al Urooba Club            | Emiratos Árabes Unidos | 2024-     |